# حسين عبد الواحد
حسين عبد الواحد هو لاعب كرة قدم عراقي في مركز الوسط المدافع ولد في يوم 8 شباط 1980 في مدينة بغداد عاصمة العراق، يلعب حالياً مع نادي الشرطة وسبق له اللعب مع نادي أربيل الرياضي ونادي دهوك ونادي القوة الجوية ونادي الزوراء ونادي زاخو، كما أنه بدأ اللعب مع منتخب العراق لكرة القدم في 2009.

## روابط خارجية
- حسين عبد الواحد على موقع ناشيونال فوتبول تيمز (الإنجليزية)
- حسين عبد الواحد على موقع Soccerway.com (الإنجليزية)